# Serengetivävare
Serengetivävare (Histurgops ruficauda) är en fågel i familjen vävare inom ordningen tättingar.

## Utseende och läte
Serengetivävaren är en stor och udda vävare med fjälligt utseende, roströd stjärt och vingpanel, vit skuldra och ljusa ögon. Bland lätena hörs hårda och nasala ”skeeya" och "krrrra", ibland sammansatta till en serie.

## Utbredning och systematik
Fågeln förekommer på akaciasavann i Tanzania sydost om Victoriasjön. Den placeras som ensam art i släktet Histurgops och behandlas som monotypisk, det vill säga att den inte delas in i några underarter.

## Levnadssätt
Serengetivävaren hittas i rätt fuktig savann och skog på medelhög höjd. Den ses ofta i små flockar. Fågeln häckar i kolonier.

## Status och hot
Arten har ett stort utbredningsområde och en stor population med stabil utveckling och tros inte vara utsatt för något substantiellt hot. Utifrån dessa kriterier kategoriserar internationella naturvårdsunionen IUCN arten som livskraftig (LC). Världspopulationen har inte uppskattats men den beskrivs som lokalt mycket vanlig.